# Морозов (Хмельницкая область)
Морозов (укр. Морозів) — село в Дунаевецком районе Хмельницкой области Украины.
Население по переписи 2001 года составляло 764 человека. Почтовый индекс — 32434. Телефонный код — 3858. Занимает площадь 2,633 км². Код КОАТУУ — 6821886801.

## Местный совет
32434, Хмельницкая обл., Дунаевецкий р-н, с. Морозов, ул. Калинина, 2